# Dóra Madarász
Dóra Csilla Madarász (Kecskemét, 3 de septiembre de 1993) es una deportista húngara que compite en tenis de mesa, en la modalidad de dobles mixto. En los Juegos Europeos de Cracovia 2023 consiguió una medalla de plata en la prueba de dobles mixto.

## Palmarés internacional
| Juegos Europeos | Juegos Europeos    | Juegos Europeos  | Juegos Europeos |
| Año             | Lugar              | Medalla          | Prueba          |
| --------------- | ------------------ | ---------------- | --------------- |
| 2023            | Cracovia (Polonia) | Medalla de plata | Dobles mixto    |